# گشادنشینی مردانه

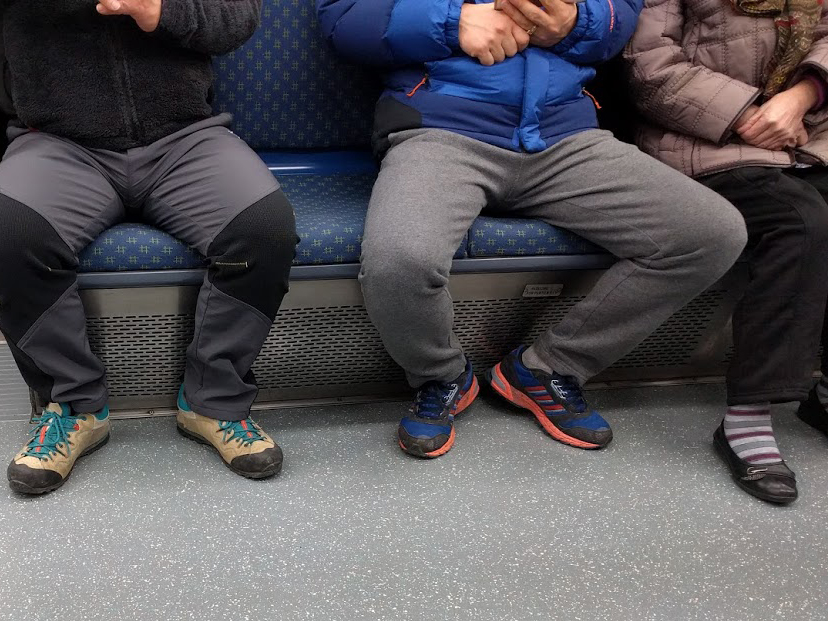
گشادنشینی مردان (مترو بوسان در کره)

گشادنشینی مردانه (انگلیسی: Manspreading) به روش نشستن مردان با پاهای باز در وسایل حمل و نقل عمومی گفته می‌شود که در طی آن فرد بیش از یک صندلی را اشغال می‌کند. گشادنشینی یک نوواژه است و این کار در برخی کشورها باعث گفتگوها و اعتراضاتی شده است. در سال ۲۰۱۳ اولین بحث عمومی در ارتباط با این مسئله در وبسایت اجتماعی تامبلر رخ داد. گرچه واژه ابداعی یک سال بعد ظهور کرد. دیکشنری آکسفورد در اوت ۲۰۱۵ این لغت را به واژه‌نامه خود اضافه کرد. برخی نیز به اینکه زنان در وسایل حمل نقل عمومی جای بیشتری می‌گیرند اعتراض کرده‌اند.

## مناقشه

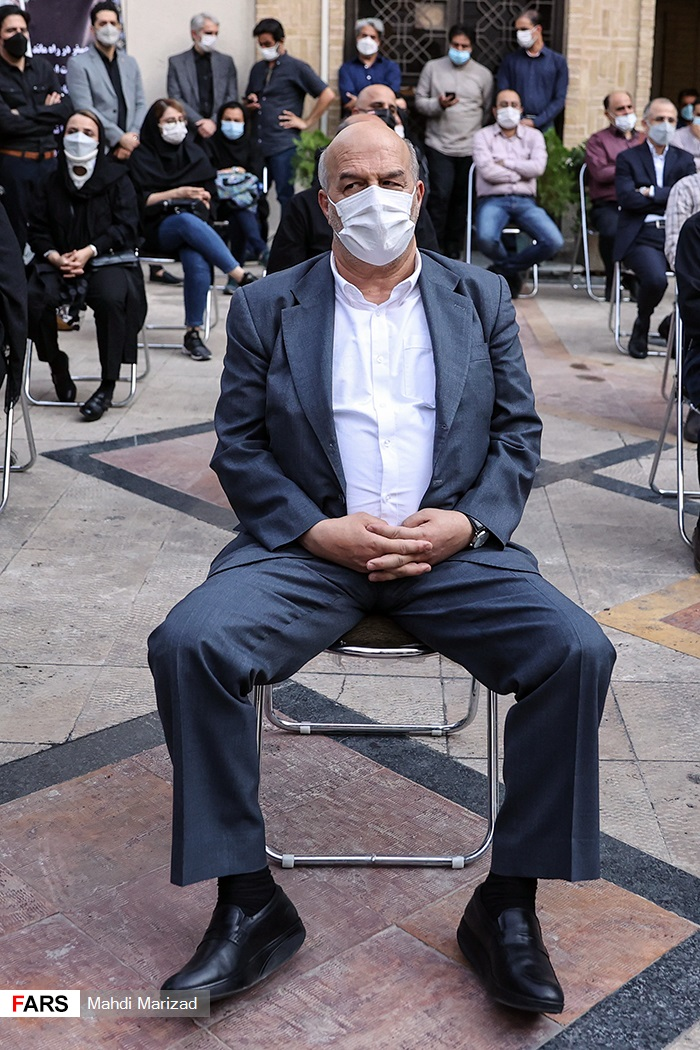
عیسی کلانتری در مراسم یادبود مهشاد کریمی خبرنگار ایسنا

هم این طرز نشستن و هم استفاده از نوواژه‌ی «گشادنشینی مردانه» منجر به ایجاد بعضی انتقادات اینترنتی و بحث‌ها در ایالات متحده، انگلستان، ترکیه و کانادا شده است.
انتقادات و پویش‌ها علیه گشادنشینی مردانه، به خاطر اشاره نکردن به رفتارهای مشابه از طرف زنان، مثل گرفتن صندلی‌های کناری توسط کیف و کیسه (She-bagging) مورد انتقاد متقابل قرار گرفته‌اند. کتی یانگ، یک فمینیست تساوی‌خواه، مناقشه حول موضوع گشادنشینی مردانه را اینگونه توصیف کرده است: «فمینیسم کاذب - در بندِ رفتارهای غلط مردان بدون این که به میزان سطحی بودنشان توجه کند.» همچنین پویش‌های توییتری با هشتگ #manspreading با رواج هشتگ‌هایی مثل #shebagging همراه بوده است.
منتشر کردن تصاویر گشادنشینی مردانه که در اتوبوس‌ها، متروها یا سایر وسایل نقلیه‌ی عمومی گرفته شده‌اند نوعی ننگین کردن عمومی یا Public Shaming توصیف شده است. برای مثال در متروی نیویورک، عکسی از بازیگر آمریکایی تام هنکس گرفته شده بود که دو صندلی را اشغال کرده و بابت این کار از او انتقاد شده بود. او در یک تاک شو این چنین پاسخ داد: «هی اینترنت... قطار نیمه پُر بود! جمعیت پراکنده بودند، کلی صندلی خالی وجود داشت!»
انجمن کانادایی برای برابری (CAFE) که یک گروه حقوق مردان است، از پویش‌ها علیه گشادنشینی مردانه توسط مسئولان حمل و نقل انتقاد کرده است. CAFE این طور استدلال کرده که «برای مردان از نظر جسمانی دردآور است که پاهایشان را ببندند.» و پویش‌ها علیه گشادنشینی مردانه با «مجبور کردن زنان به توقف شیردهی در اتوبوس‌ها، قطارها و...» قابل مقایسه است. بعضی مفسرین در رسانه‌ها هم دلایل مشابهی آورده‌اند که مردان نیاز دارند پاهایشان را باز کنند تا بیضههایشان را به طرز مناسب جا بدهند؛ هرچند که هیچ دلیل پزشکی‌ای برای توجیه کردن این رفتار وجود ندارد. در مقابل اینگونه استدلال شده است که بر اساس تعداد کسانی که می‌توانند بدون گشادنشینی مردانه بنشیند می‌شود گفت که هیچگونه مشکل جسمانی برای مردان وجود ندارد.
پیتر پست، نویسنده‌ی کتاب «آداب ضروری برای مردان» گفته است که راه مناسب برای نشستن مردان این است که پاهایشان را به جای حالت V، به طور موازی قرار دهند.
در سال ۲۰۱۶، این کلمه در لیست کلمات ممنوعه‌ی دانشگاه برتر ایالتی لیک ظاهر شد.
در ۲۰۱۹، دو زن به خاطر نمایش دادن تابلوی «گشادنشینی زنانه» (womanspreading) در یک راهپیمایی فمنیستی در پاکستان، مورد انتقاد واقع شدند.